# Agustí Pujol (padre)

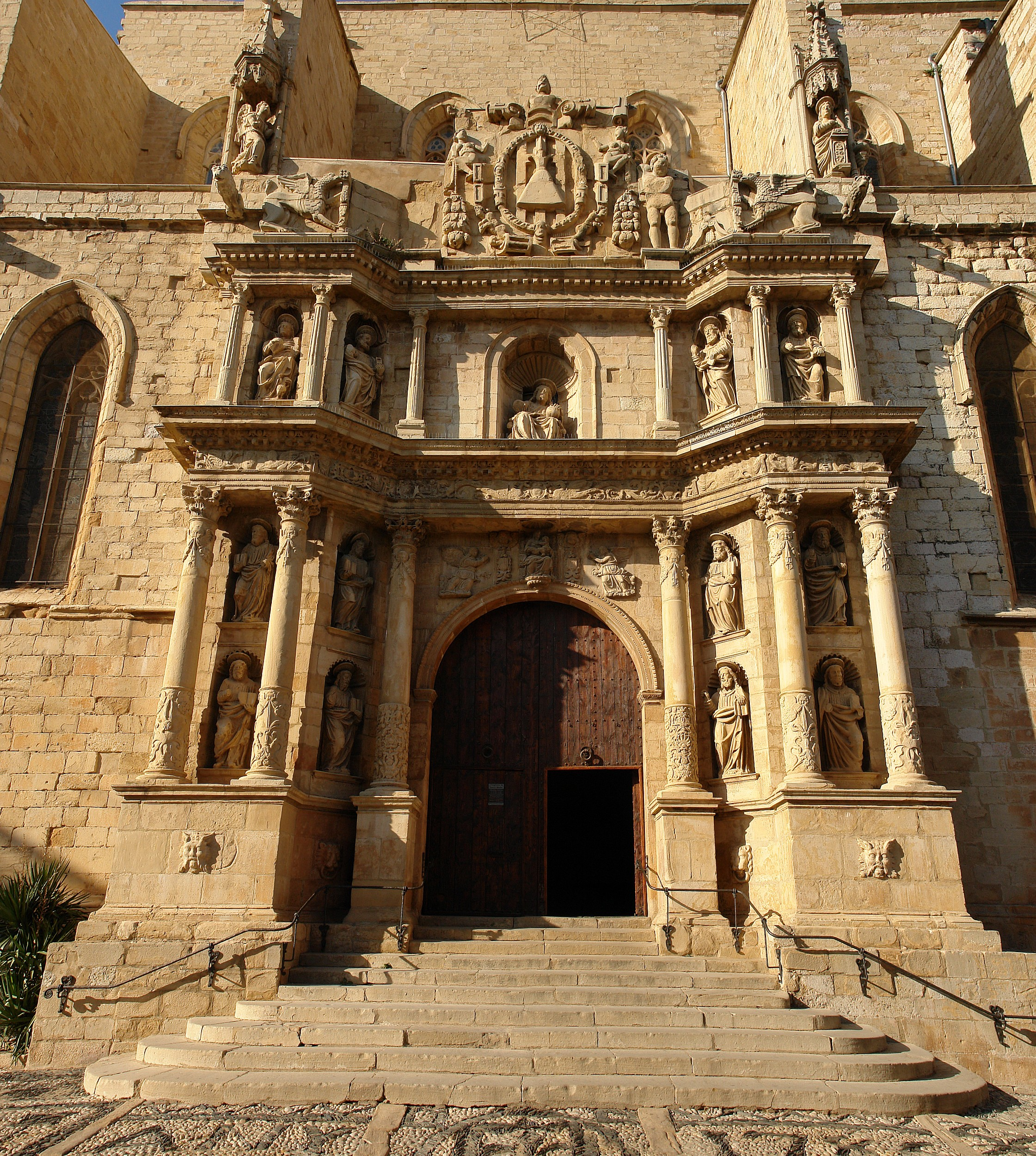
Fachada de Santa María de Montblanc, de Agustí Pujol, con algunas reformas posteriores.

Agustí Pujol (padre) (Tortosa, 1554 - Tortosa, hacia 1620), fue un escultor español del renacimiento catalán.

## Biografía
El documento de su bautizo en la catedral de Tortosa es de fecha 9 de julio de 1554 en el que también se nombra a su padre Arnau Pujol como picapedrero. Consta su matrimonio en el mes de julio de 1582 con Cándida Sebil; su hijo llamado también Agustí Pujol, se dedicó como su padre a la imaginería, compartiendo taller durante quince años a partir de 1603, siendo difícil en las obras de esta época la atribución en concreto a alguno de ellos. No se conoce la fecha exacta de su fallecimiento, aunque se cree que debió de ser alrededor de 1620, ya que en un documento de 1622, su mujer aparece como viuda de Agustín Pujol «estatuario» de Tortosa.
En 1583 aparece como escultor de una imagen para Santa María de Montblanc, policromada por el pintor Antonio Baray (obra perdida). De esta misma época es un Cristo crucificado para la catedral de Tarragona, que se conserva en el Museo Diocesano de esta ciudad y que fue acabada en 1587 fecha de su cobro. 
A partir de este año 1587, se le solicita para la ejecución de retablos, el primero de ellos, para la terminación del de la iglesia Prioral de San Pedro de Reus, empezado por el escultor Gaspar Huguet (fallecido en 1585) y, para sustituir el realizado en 1555 por el maestro Pere Ostris, por considerarlo de tamaño pequeño y poco adecuado a la amplitud del templo. El retablo se incendió y sólo se conservan algunas imágenes de Pujol. También en esta iglesia realizó dos púlpitos trazados por Pere Blai, aunque también fueron destruidas en julio de 1936, se ha hecho una reconstrucción de uno de ellos por medio de las fotografías que se conservaban.
En 1590 firma el contrato para el retablo mayor de la Basílica de Santa María de Vilafranca; el retablo del Rosario para la iglesia parroquial de La Selva del Campo; el retablo mayor de la iglesia parroquial de Santa María de Martorell. La mayoría de sus obras fueron destruidas durante la guerra civil española. También realizó la fachada en piedra de la iglesia de Montblanch entre los años 1590-1594. El retablo del Rosario para la iglesia de la catedral del Espíritu Santo de Tarrasa, contratado en 1611 fue una obra de las que realizó junto a su hijo Agustí Pujol.